# Nanchangosaurus
Nanchangosaurus es un género extinto de un reptil acuático hupehsuquio que vivió durante el Triásico Medio en China. Fue nombrado por el área en la que fueron encontrados sus restos, Nanchang. Medía cerca de un metro de largo, y probablemente se alimentaba de peces o usaba sus largas mandíbulas para sondear los fondos para capturar invertebrados acuáticos. Se parecía a los ictiosaurios en su forma general, y puede haber estado relacionado con estos.

## Anatomía
La apariencia de Nanchangosaurus bien podría describirse como el cruce entre un ictiosaurio y un crocodiliano. Tenía un cuerpo fusiforme, similar a un delfín o un ictiosaurio, con extremidades en forma de remo; las extremidades delanteras eran mayores que las posteriores, y una cola larga parecida a la de los cocodrilos para nadar. Además poseía escudos óseos (osteodermos) en su espalda, como los aligátores, pero un hocico largo y fino lleno de dientes, más como los delfines, ictiosaurios o gaviales.

## Clasificación

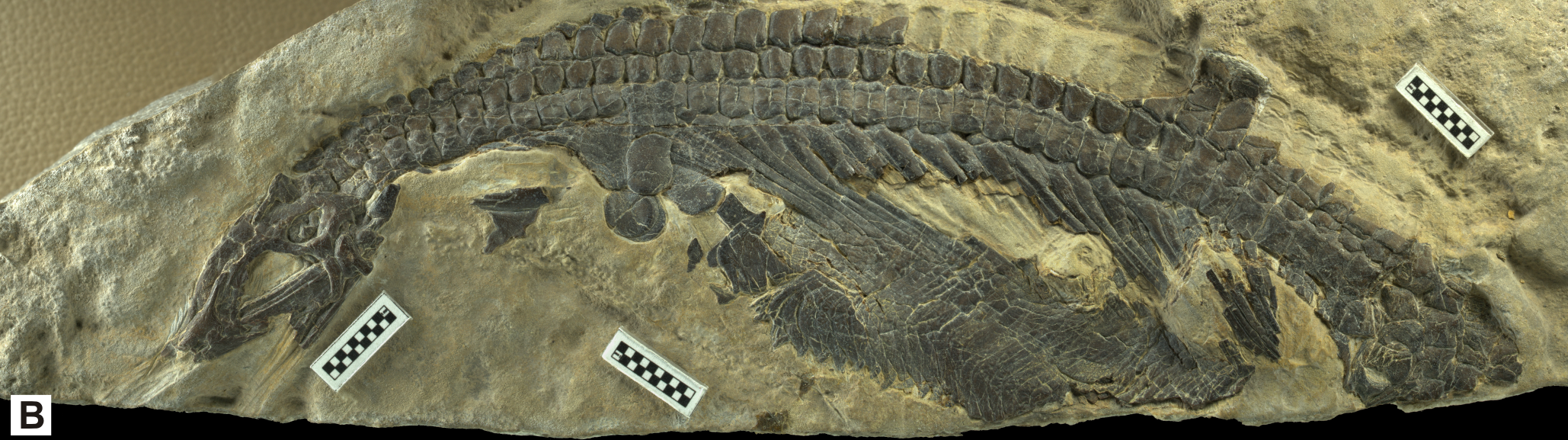
Espécimen referido.

Nanchangosaurus es un miembro de Hupehsuchia, un grupo que incluye al muy similar Hupehsuchus. De hecho, los dos bien podrían ser parte del mismo género, pero hay ciertas diferencias entre ambos. Hupehsuchus tenía una armadura más pesada y con bordes de las espinas neurales más divididos que el otro. Aparte de Hupehsuchus, poco más se sabe acerca de los parientes de Nanchangosaurus. Estos han sido considerados ocasionalmente como ancestros de los ictiosaurios, debido a su forma aguzada, largas mandíbulas y patas en forma de aleta, además del descubrimiento de polidactilia en las aletas de Hupehsuchus, que ocurre también en los ictiosaurios. No obstante, una abertura en sus cráneos sugeriría que podrían también estar relacionados con los arcosaurios. Incluso se los ha situado en el grupo Eosuchia, un grupo de primitivos reptiles diápsidos.